# Craig Adams (hockeista su ghiaccio)
Craig D. Adams (Seria, 26 aprile 1977) è un ex hockeista su ghiaccio canadese che ha giocato nella National Hockey League.

## Carriera
Fu scelto dagli Hartford Whalers all'NHL Entry Draft 1996 al nono giro: fu l'ultima scelta della squadra prima del trasferimento della franchigia e la trasformazione in Carolina Hurricanes. Questi lo girarono al farm team in IHL dei Cincinnati Cyclones per la stagione 1999-2000, per poi divenire titolare dalla stagione successiva (farà ad ogni modo ancora alcune apparizioni nei Cyclones e nel farm team in AHL, i Lowell Rock Monsters) fino al 2008. Con gli Hurricanes ha vinto la Stanley Cup 2005-2006.
Nella stagione del lockout, il 2004-2005, Adams giocò nel campionato italiano, dove vinse lo scudetto con l'HCJ Milano Vipers. Al termine di quella stagione firmò con gli Anaheim Mighty Ducks, ma prima dell'inizio della stagione fu scambiato con nuovamente con gli Hurricanes
Nel gennaio del 2008 passò ai Chicago Blackhawks, con cui rimase poco più di un anno, passando poi ai Pittsburgh Penguins nel marzo del 2009, dove ha giocato le ultime partite della stagione regolare ed i play-off, chiusi con la vittoria della sua seconda Stanley Cup personale. È stato confermato anche nella stagione successiva. Il 9 giugno 2011 Adams ricevette un ulteriore prolungamento del contratto con i Penguins fino al 2013.
Dopo aver smesso di giocare al termine della stagione 2014-2015 Adams annunciò il proprio ritiro dal mondo dell'hockey nel gennaio del 2016.

## Vita privata
Adams è nato in Brunei da genitori canadesi, tornati presto in patria.
È sposato dal 2003 con Anne Cellucci, figlia dell'ex governatore del Massachusetts ed ambasciatore statunitense in Canada Paul Cellucci, conosciuta all'università. Hanno due figli, Rhys Argeo e Francesca Alice.

## Palmarès

### Club
- Stanley Cup: 2

Carolina: 2005-2006
Pittsburgh: 2008-2009
- Campionato italiano: 1

Milano Vipers: 2004-2005
- Coppa Italia: 1

Milano Vipers: 2004-2005